# Oliver Klein (Richter)
Oliver Klein (* 27. März 1974 in Heidelberg) ist ein deutscher Jurist. Er ist Richter am Bundesgerichtshof.

## Leben und Wirken
Nach Abschluss seiner juristischen Ausbildung wurde Klein 2002 von der Universität Freiburg im Jahr 2002 mit der verfassungsrechtlichen Arbeit Fremdnützige Freiheitsgrundrechte: Analyse eines vermeintlich besonderen Grundrechtstypus zum Dr. iur. promoviert. Noch im selben Jahr trat er in den Höheren Justizdienst des Landes Baden-Württemberg ein. Dort wurde er zunächst bei der Staatsanwaltschaft Freiburg eingesetzt und war später am Amts- und Landgericht Baden-Baden tätig. Es folgte von 2005 bis 2008 eine Abordnung als wissenschaftlicher Mitarbeiter an das Bundesverfassungsgericht, nach der er nach Ende seiner Assessorenzeit planmäßig der Staatsanwaltschaft Freiburg zugewiesen wurde. Größtenteils war er jedoch im Wege von Abordnungen anderweitig tätig, so unter anderem am Bundeskanzleramt, am Oberlandesgericht Karlsruhe und am Landgericht Freiburg. Am 30. Dezember 2014 wurde er zum Richter am Oberlandesgericht Karlsruhe befördert. Im März 2016 wurde Klein zum Richter am Bundesgerichtshof gewählt. Er trat diese Stelle zum 4. Juli 2016 an und wurde dem vor allem für das Recht der unerlaubten Handlungen sowie das Arzthaftungsrecht zuständigen VI. Zivilsenat zugewiesen.
Klein wurde im Mai 2025 vom Plenum des Bundesverfassungsgerichts für die Wahl eines Nachfolgers von Josef Christ vorgeschlagen.